# Deilephila clara
Deilephila clara är en fjärilsart som beskrevs av Tutt 1904. Deilephila clara ingår i släktet Deilephila och familjen svärmare. Inga underarter finns listade i Catalogue of Life.